# Зоря (міфологія)
Зо́ря (букв. «Світанок»; також багато варіантів: Заря, Zarya, Zaria, Zorza, Зірниця, Зараниця, Зорюшка та ін.) — персонаж слов'янського фольклору, жіноче уособлення світанку, можливо, богиня. Залежно від традиції вона може з'явитися як одна сутність або ж і як відразу дві-три сестри. Хоча Зоря етимологічно не пов'язана з протоіндоєвропейською богинею світанку H₂éwsōs, вона має більшість її характеристик. Її часто зображують як сестру Сонця, Місяця та Даніки, ранкової зірки, з якою її іноді ототожнюють. Вона живе в палаці Сонця, відкриває йому вранці ворота, щоб воно могло вирушити в подорож по небу, охороняє його білих коней, описується також цнотливою. У східнослов'янській традиції замовлянь Зоря представляє вищу силу, до якої звертається той, що практикує замовляння.

## Етимологія
Слов'янське слово zora «світанок, полярне сяйво» (від праслов'янського *zoŗà) та його варіанти походять від того самого кореня, що й слов'янське слово zrěti («бачити, спостерігати», від праслов'янського *zьrěti), яке спочатку могло означати «світити». Слово zara могло виникнути під впливом слова žar «жар» (праслов'янське *žarь). Праслов'янське слово *zoŗà походить від прабалто-слов'янського *źoriˀ (пор. литовське žarà, žarijà), етимологія кореня неясна.

## Порівняльна міфологія
Праіндоєвропейська реконструйована богиня світанку — H₂éwsōs. Її ім'я було реконструйовано за допомогою порівняльного методу на основі імен індоєвропейських богинь світанку, наприклад грецької Еос, римської Аврори або ведійської Ушас; так само, на основі спільних рис богинь світанку реконструйовано і риси праіндоєвропейської богині.
Хоча культ Зорі засвідчений лише у фольклорі, його коріння сягає індоєвропейської давнини, а сама Зоря виявляє більшість характеристик H₂éwsōs. Зоря має такі риси, як і більшість богинь світанку:
1. Вона з'являється в компанії Юрія Змієборця та Миколая Чудотворця (інтерпретуються як диво-близнюки)[7];
2. Червоний, золотий, жовтий, рожевий кольори[3][8];
3. Вона живе за океаном, на острові Буян[9][3];
4. Відчиняє двері до Сонця[1][3];
5. У неї був золотий човен і срібне весло.

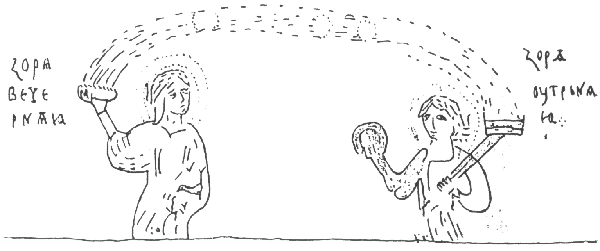
Вечірня та ранкова Зорі з Хлудовського Псалтиря.

Л. А. Зарубін, дослідник слов'янського фольклору, що жив у XX ст., провів порівняльне дослідження слов'янського фольклору з індоарійськими Рігведою і Атхарва-ведою, де збереглися зображення Сонця і його супутниць Зір. Це різні зображення, від стародавніх фетишистських уявлень (Сонце у формі кільця чи кола) до пізніших антропоморфних. Новгородський псалтир Хлудова кінця XIII ст. містить мініатюру із зображенням двох жінок. Одна з них, вогненно-червона, підписана як «ранкова зоря», у правій руці тримає червоне сонце у вигляді персня, а в лівій руці тримає на плечі смолоскип, що закінчується коробочкою, з якої виходить світло-зелена смуга, що переходить у темно-зелену. Ця смуга закінчується на правій руці іншої жінки, зеленого кольору, підписаної як «вечірня зоря», з пташкою, що сидить на лівій руці. Це слід тлумачити так, що Ранкова Зоря випускає Сонце в щоденну подорож, а на заході Вечірня Зоря чекає зустрічі з Сонцем. Дуже схожий мотив було знайдено в печерному храмі II—III ст. н. е. в Нашику, Індія. На барельєфі зображені дві жінки: одна з факелом запалює коло Сонця, а інша очікує його на заході. Деякі інші барельєфи зображують двох богинь світанку, Ушас і Пратюшу, а Сонце в супроводі Зорі з'являється в кількох гімнах. Сонце у вигляді колеса з'являється в індоарійській Рігведі, або скандинавській Едді, а також у фольклорі: під час щорічних свят у германців і слов'ян запалювали колесо, яке, на думку середньовічних авторів, мало символізувати сонце.
Подібні до зображення з Псалтиря Хлудова та Нашика зображення з'являються в різних частинах слов'янських земель, наприклад, на різьблених і розмальованих воротах словацького селянського маєтку (с. Очова): на одному зі стовпів вирізьблено Ранкову зорю із золотою головою, над нею сяйво, а ще вище сонце, що котиться по арковій дорозі, а на другому стовпі вирізьблено Вечірню Зорю, над нею призахідне сонце. На цьому рельєфі також зображені затемнені сонця, можливо мертві сонця, які з'являються в слов'янському фольклорі. Ці мотиви підтверджує і московитська приказка «Без ранкової зорюшки сонце не зійде». Такий мотив зустрічався і в малюнках або різбленні на задній частині саней ХІХ ст., де Сонце у вигляді кола знаходиться в палаці, а дві Зорі стоять на виїзді, і на селянському рушнику з Тверської області (РФ), де Зорі верхи їдуть до Сонця, одна червона, а друга зелена.

### Балтійська міфологія
Литовський фольклор говорить про подібну подвійну роль божеств світла Вакаріне та Аустріне: Вакаріне, Вечірня зоря, застелила ложе для сонячної богині Сауле, а Аустріне, Ранкова зірка, запалила для неї вогонь, коли вона готувалася до ще одного дня подорожі. В інших розповідях говориться, що Аустріне і Вакаріне були дочками жіночого Сонця (Сауле) і чоловічого Місяця (Менесс), і вони доглядали палац і коней своєї матері.

## Російська традиція
У російській традиції Зорі часто фігурують як дві сестри-діви: Зоря Утренняя (Зоря Ранкова, від útro — «ранок») як богиня світанку, і Зоря Вечерняя (Зоря Вечірня, від véčer — «вечір») як богиня сутінків. Кожна мала стояти по інший бік золотого трону Сонця. Ранкова Зоря відчиняла ворота небесного палацу вранці, а Вечірня Зоря зачиняла ворота, коли Сонце поверталося до своєї домівка на ночівлю. Зорі жили на острові Буян.
Міф пізнішого періоду говорить про трьох Зір та їх особливе завдання:
Є на небі три сестрички, три Зорі: Вечірня, Опівнічна і Ранкова. Їхній обов’язок — охороняти собаку, прив’язану залізним ланцюгом до сузір’я Малої Ведмедиці. Коли ланцюг розірветься, настане кінець світу.

### У народних заклинаннях і народній медицині
Зара-Зараниця Червона Дівиця (вона ж «Зоря красна дівиця») з'являється почергово з Марією (Богородицею) у різних варіантах одних і тих же сюжетів замовлянь як верховна влада, до якої звертається практик.
Їй також молилися як Зарі про врожай і здоров'я:
Ой ти ранкова зоря, а ти вечірня зоря! Впади на моє жито, щоб виросло воно високе, як ліс, міцне, як дуб!
Матері зорі [здається, тут сутінки] ранку, вечора та опівночі! Як ви тихо згасаєте і зникаєте, так нехай тихо згасають і зникають і хвороби, і печалі в мені, рабі Божому, ранкові, і вечірні, і опівночні!
Професор Броніслава Кербелите зазначила, що в російській традиції Зорі також закликали допомагати при пологах (з назвою «Зорки Заряночки») і лікувати немовля (закликаючи «Заря-девица», або «утренняя заря Параскавея» і «вечерняя заря Соломонея»).
Зорю також закликали як захисницю та для розвіювання кошмарів і безсоння:
Заря, зарница, васъ три сестрицы, утренняя, полуденная, вечерняя, полуночная, сыми съ раба Божія (имя) тоску, печаль, крикъ, безсонницу, подай ему сонъ со всѣхъ сторонъ, со всѣхъ святыхъ, со всѣхъ небесныхъ.
В іншому заклинанні Заря-Зарниця кличеться разом із «ранковою Іриною» та «полуденною Дар'єю», щоб розвіяти дитячий смуток і забрати його «за синій океан».

### Інші інтерпретації
Хорватський історик Натко Ноділо у своєму дослідженні «Стародавня віра сербів і хорватів» зазначав, що стародавні слов'яни бачили Зорю «дівчиною, що сяє» («svijetla» i «vidna» djevojka), а російські загадки описували її як дівчину, що жила на небі («Zoru nebesnom djevojkom»).
Що стосується походження Зорі, то вона називається «в російській пісні» як «Зоренька мила» і «Сестра Сонця».

## Білоруська традиція
У білоруському фольклорі Зоря відома як Зараніца або як Зара-зараніца. В одному з переказів Зараніцу зустрічають Юрій Змієборець і Миколай Чудотворець, які, згідно з порівняльною міфологією, розглядаються як диво-близнюки, що в індоєвропейських міфологіях зазвичай є братами богині світанку: «Святий Георгій йшов зі Святим Миколаєм і зустрів Зорю».
У фольклорі вона зустрічається як персонаж загадок:
Ішла по небу Зара-Зараніца, прекрасна діва, і впустила ключі. Місяць побачив їх, але нічого не сказав. Сонце побачило їх і підняло.
Це про росу, на яку місяць не реагує і яка зникає під впливом сонця. Зара, ймовірно, просто богиня світанку, і її ім'я можна перекласти буквально як «Світанок», а Зараніца є зменшувальною формою і може вказувати на повагу до неї.
У білоруській традиції зірки іноді згадуються як зорки і зори, наприклад Полярна зірка, відома як Зорний Кол («зоряний полюс») і полуночна зора («опівнічна зірка»).

## Польська традиція
У польському фольклорі є три сестри Зори (Trzy Zorze): Ранкова Зора (пол. Zorza porankowa або Utrenica), Полуденна Зора (Zorza południowa або Południca) і Вечірня Зора (Zorza wieczorowa або Wieczornica), які з'являються в польських народних оберегах і, за словами Анджея Шиєвського, представляють потрійний поділ дня. Вони також часто ототожнюються з Рожаницями:
| Зарзе, заржице, три сестри. Ішла Богородиця по морю, золоту піну збирала; Зустрічає її святий Іван: Куди йдеш, мамо? Я збираюся вилікувати свого маленького сина. | Зоржички, зоржички, вас троє вона ранкова, вона полудня, вона вечірня. Забери від моєї дитини плач, повернути йому сон. | Зорзе, зоржеченкі! Ви всі мої сестри! Сідайте на своїх вороних коней І їдьте до мого супутника (коханця). Тому він не може піти без мене ні спати, ні їсти, ні сісти, ні поговорити. Щоб я догоджала йому в відпочинку, в роботі, в охочі. Щоб я була вдячна і приємна Богові і людям, і цей мій супутник. |

Інша народна приказка з Польщі звучить так: Żarze, zarzyczki, jest was trzy, zabierzcie od mojego dziecka płakanie, przywróćcie mu spanie.
У магічному чарі кохання дівчина просить, щоб зоря (або ранкова зоря) пішла до коханого дівчини і змусила його любити тільки її:
Witajze zorze
Ласкаво просимо, ранкова зоря

## Українська традиція
В українській мові також є слова, що походять від *zoŗà : зі́рка (діалектне зі́ра та зі́ри) zírka, зменшувальне значення «маленька зірочка», «зірочка»; зі́рниця zirnitsa (або зі́рниці zirnytsi), поетичне значення «зірочка», «полярне сяйво, світанок».
У приказці, записаній на Харківщині, говориться, що «зірок (Зірок) на небі багато, а зорі тільки дві: ранкова (світова) і вечірня».
У сирітському плачі плакальниця каже, що візьме «ключі від зорі» («То я б в зорі ключі взяла»).
У магічному любовному чарі дівчина закликає «трьох зоряних сестер» (або «світанкових сестер»):
Ви зорі-зірниці, вас на небі три сестриці: одна нудна, друга привітна, третя печальна.
Ви, світанкові зорі, ви три сестри в небі: одна нудна, друга привітна, а третя скорботна
Зоря допомагала шлюбам, про що свідчить її часта поява у весільних піснях, і влаштовувала шлюби між богами. В одній із народних пісень, де Місяць зустрічає Зорю, блукаючи по небу, їй прямо приписується ця функція:
Ой світанок, світанок! Де б ти не був?
Де б ти був? Де ти збираєшся жити?

Де я збираюся жити? Чому в пана Івана 
У пана Івана на дворі,
На дворі та в оселі,
А в оселі дві насолоди:
Перша насолода — сина одружити;
А друга насолода — видати доньку заміж.

## Словенська традиція
У словенській народній пісні під назвою «Zorja prstan pogubila» (Зоря загубила свій перстень) співачка просить матір (majka), брата (bratec), сестру (sestra) і коханого (dragi) шукати його.
Згідно з Монікою Кропей, у словенській міфопоетичній традиції сонце сходить вранці, супроводжуване ранковою зорею, на ім'я Sončica (від sonce «сонце»), і заходить увечері, разом з вечірньою зорею Zarika (від zarja «світанок»). Ці жіночі персонажі також з'являються в словенській народній пісні про їхнє суперництво. Фанні Коупленд також інтерпретувала обох персонажів як міфологічні Сонце та Зорю, а також згадала іншу баладу під назвою «Балада про прекрасну Зорю». Словенський фольклорист Якоб Келеміна у своїй книзі про словенські міфи та народні казки заявив, що Зоря з'являється як дочка Зміїної Цариці (можливо, втілення ночі) у так званому циклі Кресника.

## Східнослов'янська традиція
На думку професора Дайви Вайткявічене, у східнослов'янських оберегах Діва Марія, швидше за все, замінила божество Зарю. Богородиця в російських оберегах також називається «Заря».
В оберегах, зібраних в Архангельську і виданих у 1878 році істориком О. Єфименко, закликають до захисту зорю Марию і зарю Маремъянию.
В іншому замовлянні «Вечірня зоря Марія» та «Ранкова зоря Мареміяна» викликаються для усунення безсоння.

## Слов'янська традиція
Богиня Зоря (або тріо божеств Зорі) також використовується в замовляннях проти хвороби. За словами професора Дайви Вайткявічене, це «дуже популярний мотив слов'янських оберегів».

## Спадщина
Слово «Зоря» запозичене у румунську мову для позначення «світанку» (zori) і як назва музичного твору, який співав коліндаторі (zorile).
Ранкова зірка також відома як dennica, zornica або zarnica.
Сербсько-хорватською мовою планета Венера відома як Zornjača, коли вона з'являється вранці, і Večernjača, коли вона з'являється ввечері.
У народній пісні Зоря (Ранкова зірка) зображена як наречена Місяця.
У деяких хорватських народних піснях, зібраних і опублікованих у 1876 році Рікардо Фердинандом Плохлем-Гердвіговим, «zorja» вживається разом із «Marja» у «Zorja Marja prsten toči» і згадується як «Zorja, zorija» в «Marija sinku načinila košulju».

## Зоря в культурі
- Популярна народна пісня «Зорюшка», яку співають у день весілля[56].
- У романі «Американські боги» 2001 року та його телевізійній адаптації 2017 року автор Ніл Гейман зображує Зорю як потрійну богиню: Зоря Утренняя (ранкова зірка), Зоря Полуночная (опівнічна зірка) і Зоря Вечерняя (вечірня зірка)[57].
- Один із творів австралійського композитора Джуліана Кокрена називається «Зоря вечірняя»[58].
- Один з альбомів чеського композитора Floex називається «Зоря», а останній номер в альбомі називається «Зоря полуночная»[59].
- Зоря займає важливе місце в грі Eve Online як лідер загарбників-прибульців, Триглавського колективу[60].

## Нотатки
1. ↑  У казці згадується, що Зоря на початку і в кінці дня готує «вогняних коней» свого брата Сонця.[2]
2. ↑  "Заря-зарница, красная дѣвица,/ Утренняя заря Прасковья, Крикса, Фокса, / Уйми свой крикъ и дай младенцу сонъ. / Заря-зарница, молодая дѣвица, / Вечерняя варя Соломонѳя, Крикса, Фокса, / Уйми свой крикъ и дай младенцу сонъ".[20]
3. ↑  "РУССКИЙ КАЛЕНДАРНО-ОБРЯДОВЫЙ ФОЛЬКЛОР СИБИРИ И ДАЛЬНЕГО ВОСТОКА. ПЕСНИ. ЗАГОВОРЫ". Издание подготовили Ф.Ф.Болонев, М.Н.Мельников, Н.В.Леонова. Научный редактор В.С.Кузнецова. Новосибирск: Наука Сибирское предприятие РАН, 1997. pp. 397, 410, 417, 420-422, 428-429, 432-433, 460.
4. ↑  Майков Л. Н. "Великорусские заклинания". С.-Петербург: 1869. pp. 32-33, 42, 51, 97, 107, 111.
5. ↑  Пан (Хазяїн) Іван має бути якимось небожителем, іноді в піснях згадується також як «Братець Іванушко». В українському фольклорі молодий Іван є сином Сонця і зве свою сестру «Світла Зоря».